# Rio Ider
O rio River (em mongol:  Идэр гол, lit. "rio jovem") é um rio que corta as províncias de Khövsgöl e Zavkhan, no noroeste da Mongólia e é, juntamente com o rio Delgermörön, uma da fontes do rio Selenga. Sua fonte está localizada nos montes Khangai e a confluência com o Delgermörön está localizada no distrito (sum) de Tömörbulag. O rio fica congelado 170-180 noites por ano. Existe uma ponte de madeira, construída em 1940, próximo ao distrito de Jargalant e uma de concreto no distrito de Galt.

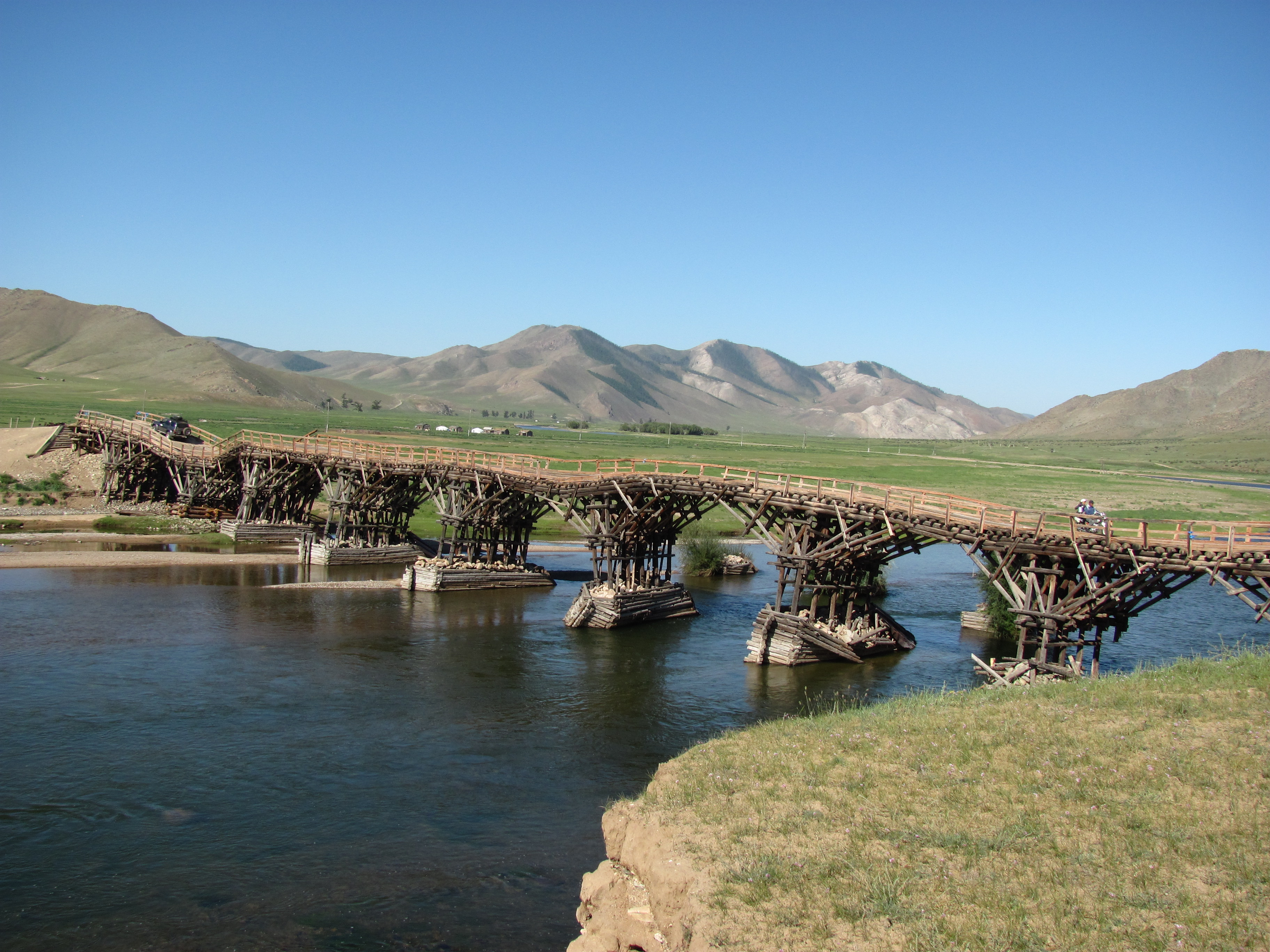
Ponte de madeira próxima a Jargalant.

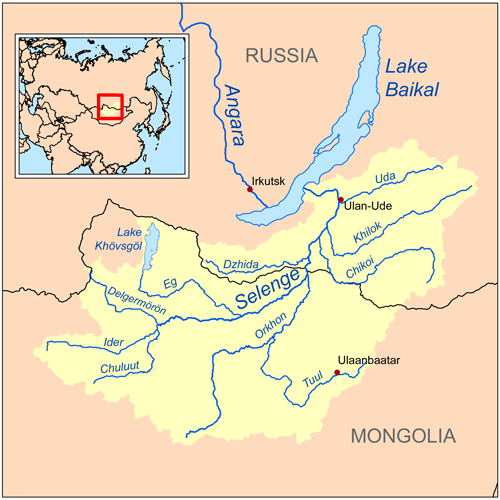
Rio Ider na bacia do rio Selenga.